# Snijne
Snijne (în ucraineană Сніжне) este un oraș din Ucraina.